# Велика Палата Верховного Суду (Україна)
Велика Палата Верховного Суду (Україна) — постійно діючий колегіальний орган Верховного Суду.
До Палати потрапляють на розгляд найскладніші справи
Структура Верховного Суду:
1) Велика Палата Верховного Суду
2) Касаційний адміністративний суд
3) Касаційний господарський суд
4) Касаційний кримінальний суд
5) Касаційний цивільний суд
Велика Палата Верховного Суду:
1) здійснює перегляд судових рішень у  касаційному порядку з метою забезпечення однакового застосування судами норм права;
2) діє як суд  апеляційної інстанції у справах, розглянутих Верховним Судом як судом першої інстанції;
3) аналізує судову статистику та вивчає судову практику, здійснює узагальнення судової практики;
4) здійснює інші повноваження, визначені законом.

## Секретарі Великої Палати
1. Князєв Всеволод Сергійович  (2017 — 2021 роки)
2. Рогач Лариса Іванівна   (2021 — 2023 роки)
3. Уркевич Віталій Юрійович   (з 2023 року — )

До складу Великої Палати Верховного Суду входить 21 суддя Верховного Суду (Стаття 45 ч.1 ЗУ «Про судоустрій і статус суддів»)
Судді Верховного Суду обираються до Великої Палати зборами суддів відповідних касаційних судів.
Кожен касаційний суд у складі Верховного Суду обирає по п'ять суддів до Великої Палати Верховного Суду.
Суддя Верховного Суду, обраний до Великої Палати, здійснює повноваження судді Великої Палати Верховного Суду протягом трьох років (крім Голови Верховного Суду), але не більше двох строків поспіль. Суддя Верховного Суду, обраний до Великої Палати, а також Голова Верховного Суду не здійснюють правосуддя у відповідному касаційному суді.
Засідання Великої Палати Верховного Суду вважається правомочним, якщо на ньому присутні не менше ніж дві третини її складу
До складу Великої Палати Верховного Суду також входить Голова Верховного Суду (за посадою)

## Секретар Великої Палати
1) організовує роботу Великої Палати і головує на її пленарних засіданнях;
2) організовує аналіз судової статистики, вивчення і узагальнення судової практики;
3) інформує Пленум Верховного Суду про діяльність Великої Палати;
4) здійснює інші повноваження, визначені законом.
Секретар Великої Палати Верховного Суду обирається з числа суддів Великої Палати строком на три роки та звільняється з посади Великою Палатою шляхом таємного голосування більшістю голосів.
Докладніше про Велику Палату Верховного Суду можна прочитати в статті 45 Закону України «Про судоустрій і статус суддів» (зі змінами на 12.07.2018)